# Jar Khoshk-e Soflá
Jar Khoshk-e Soflá (persiska: جر خشک سفلی, Jar Khoshk-e Pā’īn) är en ort i Iran.   Den ligger i provinsen Khorasan, i den nordöstra delen av landet, 800 km öster om huvudstaden Teheran. Jar Khoshk-e Soflá ligger 974 meter över havet och antalet invånare är 296.
Terrängen runt Jar Khoshk-e Soflá är huvudsakligen platt, men österut är den kuperad. Runt Jar Khoshk-e Soflá är det ganska tätbefolkat, med 185 invånare per kvadratkilometer. Närmaste större samhälle är Shūrak-e Malekī, 15,9 km norr om Jar Khoshk-e Soflá. Omgivningarna runt Jar Khoshk-e Soflá är i huvudsak ett öppet busklandskap.